# Hermann Bauer
Hermann Bauer (Genova, 20 marzo 1876 – Genova, 24 novembre 1901) è stato un imprenditore e dirigente sportivo svizzero.

## Biografia
Nato a Genova nel 1876 ma di origine svizzera, era un imprenditore nel campo del carbone. Morì all'età di 25 anni nel 1901 a causa di una breve ma letale malattia.
Riposa nel Cimitero monumentale di Staglieno nel settore anglicano; la sua tomba fu opera del famoso scultore simbolista Leonardo Bistolfi.

### Calciatore
Bauer era iscritto alla sezione calcio del Genoa dal 1896, ma non disputò alcun incontro ufficiale con il club genovese. 

### Dirigente sportivo
Socio del Genoa, venne eletto presidente il 10 aprile 1897, grazie all'iniziativa sua e di James Spensley.
Come dirigente del Genoa, fu tra i fondatori della Federazione Italiana del Football, diventata in seguito Federazione Italiana Giuoco Calcio, che nacque il 16 marzo 1898 a Torino in una riunione tra i vari rappresentanti dei club calcistici esistenti. 
Sotto la sua presidenza, nel 1898, il Genoa vinse il primo campionato italiano di calcio disputato.
Lasciò la presidenza del club il 2 gennaio 1899 a George Fawcus, rimanendo nei quadri dirigenziali sino alla morte, occorsa solo due anni dopo.